# Шалімов Валерій Альбертович
Валер́ій Альб́ертович Шал́імов (28 січня 1960, Харків) — український шахіст, міжнародний майстер (1997).

## Біографія
Валерій Шалімов народився у Харкові. Закінчив Харківський інститут інженерів залізничного транспорту (ХІІТ).
Семиразовий чемпіон Харківської області (1992, 1996, 1997, 2012, 2018, 2019), дворазовий переможець чемпіонатів Харкова (1979, 1986), багаторазовий учасник фінальних турнірів чемпіонату України у 1991—2003 роках. Найкращого результату досяг у 1997 році, розділивши 6–12-те місця. Переможець і призер міжнародних турнірів.
Як тренер — чемпіон командного Кубка СРСР серед клубів, тренер-викладач гросмейстерської команди Юридичної академії. Його учні — багаторазові чемпіони та призери національних першостей.

## Турнірні результати

### Чемпіонати України
Валерій Шалімов зіграв у п'яти фінальних турнірах чемпіонатів України, набравши загалом 28 очок з 51 можливого.
| Рік  | Місто       | Турнір                 | + | − | = | Результат | Місце |
| ---- | ----------- | ---------------------- | - | - | - | --------- | ----- |
| 1991 | Сімферополь | 60-й чемпіонат України | 1 | 4 | 8 | 5 з 13    | 12    |
| 1996 | Ялта        | 65-й чемпіонат України | 6 | 4 | 1 | 6½ з 11   | 19—31 |
| 1997 | Алушта      | 66-й чемпіонат України |   |   |   | 6 з 9     | 6—12  |
| 1998 | Алушта      | 67-й чемпіонат України |   |   |   | 6 з 9     | 14    |
| 2003 | Сімферополь | 72-й чемпіонат України | 3 | 3 | 3 | 4½ з 9    | 60    |